# Kortbaneløb på skøjter under vinter-OL 2010 – Kvindernes 1500 meter
Kvindernes 1500 meter short track under Vinter-OL 2010 blev afholdt 20. februar 2010 i Picific Coliseum i Vancouver, Canada

## Resultater

### Indledende Heats
1. Heat
| Plac. | Heat | Navn                 | Land    | Tid      | Noter |
| ----- | ---- | -------------------- | ------- | -------- | ----- |
| 1     | 1    | Sun Linlin           | Kina    | 2:24.031 | Q     |
| 2     | 1    | Tania Vicent         | Canada  | 2:24.100 | Q     |
| 3     | 1    | Nina Yevteyeva       | Rusland | 2:24.277 | Q     |
| 4     | 1    | Kimberly Derrick     | USA     | 2:24.375 |       |
| 5     | 1    | Veronika Windisch    | Østrig  | 2:24.440 |       |
| 6     | 1    | Patrycja Maliszewska | Polen   | 2:25.586 |       |

2. Heat
| Plac. | Heat | Navn               | Land     | Tid      | Noter |
| ----- | ---- | ------------------ | -------- | -------- | ----- |
| 1     | 2    | Park Seung-Hi      | Sydkorea | 2:24.129 | Q     |
| 2     | 2    | Zhou Yang          | Kina     | 2:24.246 | Q     |
| 3     | 2    | Kateřina Novotná   | Tjekkiet | 2:24.504 | Q     |
| 4     | 2    | Stéphanie Bouvier  | Frankrig | 2:24.966 |       |
| 5     | 2    | Valeriya Potemkina | Rusland  | 2:28.405 |       |
| 6     | 2    | Han Yueshuang      | Hongkong | 2:35.742 |       |

3. Heat
| Plac. | Heat | Navn              | Land    | Tid      | Noter |
| ----- | ---- | ----------------- | ------- | -------- | ----- |
| 1     | 3    | Wang Meng         | Kina    | 2:29.199 | Q     |
| 2     | 3    | Katherine Reutter | USA     | 2:29.316 | Q     |
| 3     | 3    | Valérie Maltais   | Canada  | 2:30.321 | Q     |
| 4     | 3    | Bernadett Heidum  | Ungarn  | 2:30.332 |       |
| 5     | 3    | Biba Sakurai      | Japan   | 2:30.458 |       |
| 6     | 3    | Katia Zini        | Italien | 2:30.606 |       |

4. Heat
| Plac. | Heat | Navn             | Land           | Tid      | Noter |
| ----- | ---- | ---------------- | -------------- | -------- | ----- |
| 1     | 4    | Cho Ha-Ri        | Sydkorea       | 2:22.928 | Q     |
| 2     | 4    | Kalyna Roberge   | Canada         | 2:23.619 | Q     |
| 3     | 4    | Evgenia Radanova | Bulgarien      | 2:23.698 | Q     |
| 4     | 4    | Elise Christie   | Storbritannien | 2:23.898 |       |
| 5     | 4    | Cecilia Maffei   | Italien        | 2:24.931 |       |
| 6     | 4    | Olga Belyakova   | Rusland        | 2:26.762 |       |

5. Heat
| Plac. | Heat | Navn               | Land       | Tid       | Noter |
| ----- | ---- | ------------------ | ---------- | --------- | ----- |
| 1     | 5    | Arianna Fontana    | Italien    | 2:27.120  | Q     |
| 2     | 5    | Tatiana Borodulina | Australien | 2:27.408  | Q     |
| 3     | 5    | Erika Huszar       | Ungarn     | 2:27.487  | Q     |
| 4     | 5    | Katalin Kristo     | Rumænien   | 2:36.022  |       |
| 6     | 5    | Paula Bzura        | Polen      | 9:99.999  | DSQ   |
| 6     | 5    | Mika Ozawa         | Japan      | 9:99.999  | DSQ   |

6. Heat
| Plac. | Heat | Navn                      | Land      | Tid       | Noter |
| ----- | ---- | ------------------------- | --------- | --------- | ----- |
| 1     | 6    | Lee Eun-Byul              | Sydkorea  | 2:27.286  | Q     |
| 2     | 6    | Hiroko Sadakane           | Japan     | 2:28.046  | Q     |
| 3     | 6    | Marina Georgieva-Nikolova | Bulgarien | 2:28.732  | Q     |
| 4     | 6    | Allison Baver             | USA       | 2:44.915  | ADV   |
| 6     | 6    | Aika Klein                | Tyskland  | 9:99.999  | DSQ   |
| 6     | 6    | Rozsa Darazs              | Ungarn    | 9:99.999  | DSQ   |

### Semifinaler
1. Semifinale
| Plac. | Navn                      | Land      | Tid      | Noter |
| ----- | ------------------------- | --------- | -------- | ----- |
| 1     | Lee Eun-Byul              | Sydkorea  | 2:24.318 | QA    |
| 2     | Tania Vicent              | Canada    | 2:24.742 | QA    |
| 3     | Sun Linlin                | Kina      | 2:24.777 | QB    |
| 4     | Hiroko Sadakane           | Japan     | 2:24.901 | QB    |
| 5     | Allison Baver             | USA       | 2:45.053 |       |
| 6     | Nina Yevteyeva            | Rusland   | 2:25.414 |       |
| 7     | Marina Georgieva-Nikolova | Bulgarien | 2:25.604 |       |

2. Semifinale
| Plac. | Navn              | Land      | Tid       | Noter |
| ----- | ----------------- | --------- | --------- | ----- |
| 1     | Erika Huszar      | Ungarn    | 2:24.192  | QA    |
| 2     | Evgenia Radanova  | Bulgarien | 2:24.376  | QA    |
| 3     | Cho Ha-Ri         | Sydkorea  | 2:35.492  | ADV   |
| 4     | Katherine Reutter | USA       | 2:37.060  | ADV   |
| 5     | Kalyna Roberge    | Canada    | 2:47.998  |       |
| 6     | Wang Meng         | Kina      | 9:99.999  | DSQ   |

3. Semifinale
| Plac. | Navn | Land               | Tid        | Noter     |       |
| ----- | ---- | ------------------ | ---------- | --------- | ----- |
| 1     | 3    | Park Seung-Hi      | Sydkorea   | 2:20.859  | QA OR |
| 2     | 3    | Zhou Yang          | Kina       | 2:21.049  | QA    |
| 3     | 3    | Arianna Fontana    | Italien    | 2:21.522  | QB    |
| 4     | 3    | Tatiana Borodulina | Australien | 2:21.617  | QB    |
| 5     | 3    | Valérie Maltais    | Canada     | 2:23.722  |       |
| 6     | 3    | Kateřina Novotná   | Tjekkiet   | 9:99.999  | DSQ   |

### Finale
| Plac. | Navn              | Land      | Tid      | Noter |
| ----- | ----------------- | --------- | -------- | ----- |
| 1     | Zhou Yang         | Kina      | 2:16.993 | OR    |
| 2     | Lee Eun-Byul      | Sydkorea  | 2:17.849 |       |
| 3     | Park Seung-Hi     | Sydkorea  | 2:17.927 |       |
| 4     | Katherine Reutter | USA       | 2:18.396 |       |
| 5     | Cho Ha-Ri         | Sydkorea  | 2:18.831 |       |
| 6     | Erika Huszar      | Ungarn    | 2:19.251 |       |
| 7     | Evgenia Radanova  | Bulgarien | 2:19.411 |       |
| 8     | Tania Vicent      | Canada    | 2:23.035 |       |